# Antonio Maffei Rosal
Antonio Maffei Rosal (c. 1817-c. 1867) fue un pintor español.

## Biografía

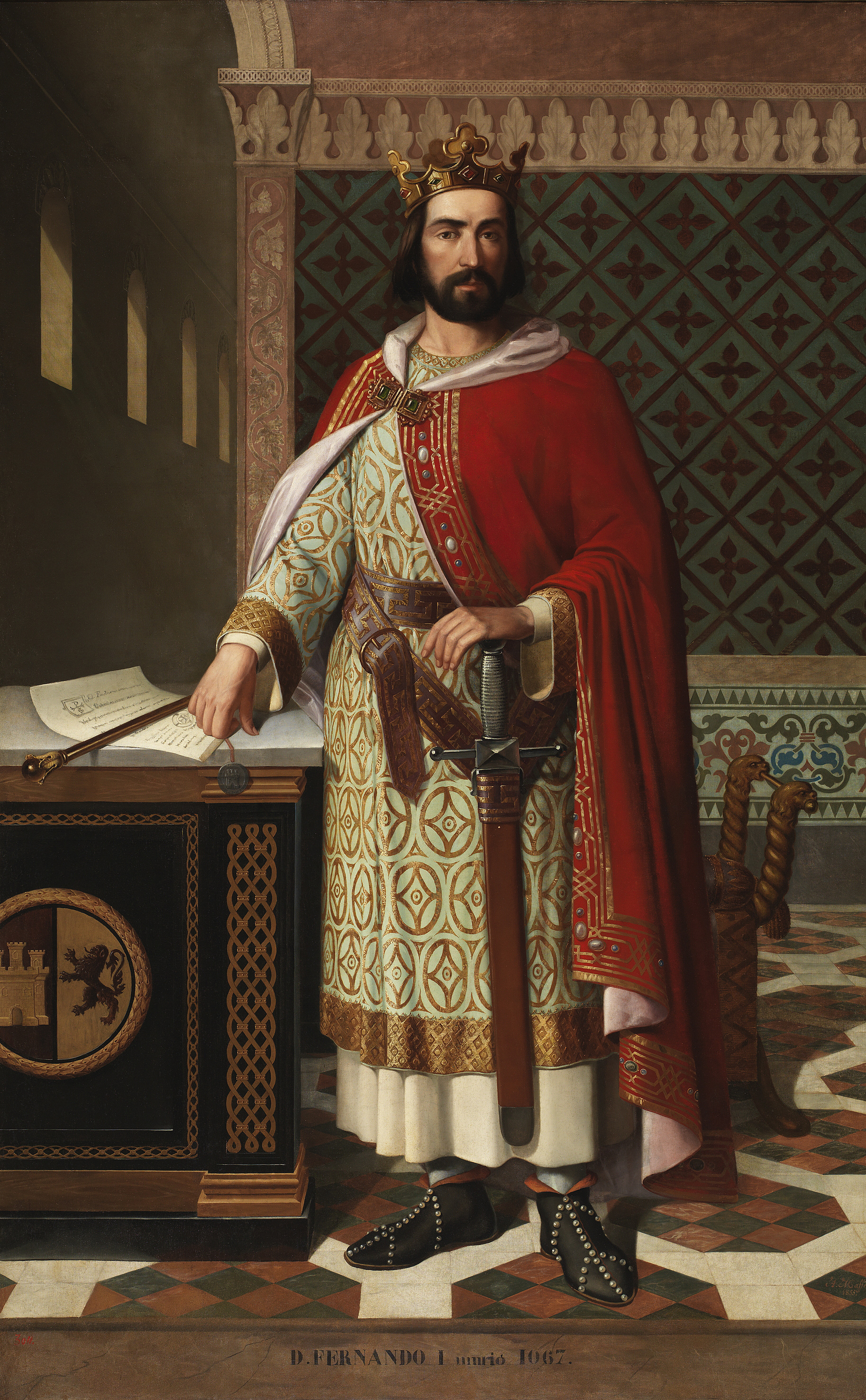
Retrato de Fernando I de León (Museo del Prado).

Era natural de Burdeos, aunque de padres españoles. Avencidado en Madrid desde joven, empezó sus estudios en la Academia de Nobles Artes de San Fernando. No pudiendo aspirar a una pensión por el Gobierno por no existir aún estas, realizó algunos retratos para subsistir. También se dedicó a la enseñanza como profesor de dibujo en los principales colegios de Madrid. El 10 de junio de 1851 fue nombrado ayudante de estudios menores de dibujo de la Academia de San Fernando, siendo trasladado por real orden de 18 de marzo de 1857 a la Escuela de Bellas Artes como profesor de estudios elementales. A su muerte, que habría acaecido en los últimos días de 1867 según Ossorio y Bernard, desempeñaba ese mismo puesto en la Escuela Especial de Pintura y Escultura. Fue distinguido con medallas y diversos títulos.
Entre sus obras se encontraron El ángel de la guarda enseñando el camino del cielo, una marina y un frutero, Alegoría a la muerte de un niño de D. Manuel Anton Sedado, una mater dolorosa, dos bodegones, retratos de Manuel Antón Sedado y su esposa, de Benito Antonio Picador, de Fernando I de León, del marqués de Bélgida, de José Manuel Collado y su esposa Leocadia Echagüe, de la marquesa de Portugalete, de Antonio Fernández, de Joaquín de Borja y Tarrius, de Juan de Terán, de Antonia N. y Verdugo, de Baltasar Martínez de Ariza, de Catalina de la Cuadra, de Juan Luciano Balez, de José Gallardo López y de su esposa, de Antonio Puigdullés y de Manuel Gallardo López, entre otros. Pintó también con destino a las islas Filipinas dos cuadros de historia sagrada.